# Club Deportivo Virgili Cádiz

El Club Deportivo Virgili Cádiz es un club de fútbol sala español con sede en Cádiz, en la comunidad autónoma de Andalucía. Fue fundado en 1975 y cambió su denominación incorporando Cádiz Club de Fútbol en 2013. Actualmente juega en la Segunda División B de Fútbol Sala de España. Los partidos como local los disputa en el Complejo Deportivo Ciudad de Cádiz.

## Plantilla 2024-2025
| Núm. | Nombre                             | Nombre Deportivo |
| ---- | ---------------------------------- | ---------------- |
| 1    | Jesús de Nazaret Hilario Real      | Hilario          |
| 2    | Guillermo Wallace Gay López-Cepero | Wallace          |
| 3    | Jesús Antonio Solano Otero         | Jesulito         |
| 4    | Diego Gallego Fernández            | Diego Gallego    |
| 5    | Aarón Nimo Cobo                    | Aarón Nimo       |
| 6    | Alejandro Rodríguez Acedo          | Poti             |
| 7    | Óscar Rodríguez Fernández          | Óscar Rodríguez  |
| 8    | Óscar Lojo Luna                    | Óscar Lojo       |
| 9    | Juan Carlos Delgado Fernández      | Carlitos         |
| 10   | Mario Santiago Pedrejón            | Mario Santiago   |
| 11   | Pablo Castilla Butrón              | Pablo Castilla   |
| 12   | Carlos Pizarro Benítez             | Litos            |
| 13   | José Antonio Canales Fernández     | Pancho           |
| 14   | José Luis Al-Lal Grimaldi          | José Grimaldi    |
| 15   | Jonatan Gallardo Armario           | Joni             |

## Cuerpo técnico 2024-2025
- Entrenador: Luis Jara Pérez
- Segundo entrenador: Jesús Trujillo Fabre
- Auxiliar técnico: Juan Vega Corbella
- Preparador físico: José Sánchez Reyes
- Fisioterapeuta: Juan Manuel Mateo Massó
- Psicóloga: Marta Rodríguez Golpe
- Entrenador de porteros: Antonio Riego López 'Wilfred'
- Auxiliar de material: Manuel Carrasco Torres

## Historia
Hablar de fútbol sala en Cádiz es hablar del Club Deportivo Virgili Cádiz Fútbol Sala de Cádiz, uno de los equipos históricos de España que ha formado a grandes jugadores de la élite del fútbol sala nacional e internacional.
La historia del Club Deportivo Virgili Cádiz Fútbol Sala de Cádiz comienza en 1975, año de su fundación a manos de Francisco González Ruiz, que fue presidente hasta la temporada  2000-2001, tras la que fue nombrado Presidente de Honor. Criado en una familia de empresarios del pan, Francisco González Ruiz fue propietario de la Panadería Virgili ubicada en el centro de Cádiz, nombre, el de 'Panadería Virgili FS', con el que comenzó a competir el equipo, luciendo los colores amarillo y azul representativos del Cádiz Club de Fútbol.
González Ruiz llegó a simultanear las labores de presidente y entrenador en la mejor etapa del Club Deportivo Virgili Cádiz, que llegó a ser doble Campeón de División de Honor y se adjudicó sendas Copas de España, entre ellas la primera, disputada en la campaña 1982-1983, poniendo la guinda a esta época con un Subcampeonato de Europa en 1994. En ese equipo figuraban nombres como Botubot, Guti y quién marcó una historia en el club amarillo, Juan Campaña.
Otra época dorada del Club Deportivo Virgili Cádiz, que consiguió ascender de nuevo a Segunda División de Fútbol Sala, contó con jugadores tan recordados en Cádiz como Mario, Alfredo, Josemi, Caco, Ramoncito, Abdel, Fernando, Jesús, Bareta, Rugama, Barral, Barroso y Juanito, que hicieron disfrutar a miles de aficionados en el histórico Pabellón Fernando Portillo, hoy demolido.
Pablo Isorna Dalmasso es el actual presidente del club desde la temporada 2001-2002.
Aparte del primer equipo, también son numerosos los éxitos en las categorías bases del Club Deportivo Virgili Cádiz. En 2012 el equipo Juvenil se adjudicó el Campeonato Nacional de Clubes de Fútbol Sala reeditando el título de 2004, año en el que se consiguió la misma hazaña con el equipo Cadete.
En la temporada 2012-2013, el Club Deportivo Virgili Cádiz firmó un convenio de patrocinio con el Cádiz Club de Fútbol, pasando a denominarse a partir de ese entonces a efectos deportivos y competicionales 'Cádiz Club de Fútbol Virgili'.
En la temporada 2017-2018 se incorporó a la estructura del club el equipo Femenino, que llegó a ser campeón de liga del Grupo de Cádiz de 2.ª Andaluza Senior de Fútbol Sala en la temporada 2021-2022.

## Proveedor técnico y patrocinadores
| Años      | Marca deportiva |
| --------- | --------------- |
| 2007-2013 | Joma            |
| 2013-2015 | Erreà           |
| 2015-2016 | Hummel          |
| 2016-2020 | Adidas          |
| 2020-     | Gañafote        |

| Años      | 1.º Patrocinio                           |
| --------- | ---------------------------------------- |
| 2007-2008 | Promociones Fuentemar                    |
| 2010-2013 | Construcciones Felipe Castellanos        |
| 2018-2020 | Motos Payán                              |
| 2014-2021 | Reparaciones Henry                       |
| 2021-2022 | Reparaciones Henry + Chiringuitos Potito |
| 2022-2023 | Reparaciones Henry + ASISA               |
| 2023-     | ASISA + JOYMA                            |

| Años      | 2.º Patrocinio      |
| --------- | ------------------- |
| 2007-2008 | Zona Franca Cádiz   |
| 2011-2013 | Serramar Seguridad  |
| 2014-2015 | Chiringuitos Potito |
| 2015-2022 | ASISA               |
| 2022-2023 | Chiringuitos Potito |

## Palmarés

### Torneos internacionales
- Subcampeón de Europa: 1993-1994.

### Torneos nacionales
- Campeón de España: 1983-1984, 1992-1993 y 2000-2001.
- Campeón de Segunda División B de Fútbol Sala (Grupo): 1996-1997, 1997-1998, 2006-2007.
- Campeón de España Juvenil: 2004-2005 y 2011-2012.
- Campeón de España Cadete: 2004-2005.

### Torneos regionales
- Campeón de Andalucía: 10 veces
- Campeón de Copa Andalucía: 2000-2001.
- Subcampeón de Copa Andalucía: 2001-2002.
- Campeón de liga 1ª Andaluza Juvenil FS: 2022-2023

### Torneos internacionales amistosos
- International Cup (Cachopo- Portugal): 2000-2001.
- Torneo 23 aniversario Glorioso Día del Trono (Kenitra- Marruecos): 2022-2023.

### Premios institucionales
- Mejor Club de Andalucía: 2004-2005 (Junta de Andalucía)
- Mejor Club de la provincia de Cádiz: 2007 (Asociación Española de la Prensa Deportiva - Delegación de Cádiz)
- Premio Ciudad de Cádiz 'Club más detacado': 2023 (Ayuntamiento de Cádiz)

### Premios individuales
- Premio Ciudad de Cádiz al mejor entrenador/a
  - Carlos Contreras Gutiérrez (1998)
  - Juan Carlos Gálvez Arniz (2007)
  - Ignacio Arregui Rico (2018)
  - Déborah Fernández Morillo (2003)

- Mejor jugador de Andalucía
  - Francisco Velázquez 'Caco' (2001)
  - Jesús Solano 'Jesulito', en categoría cadete (2005)

## Símbolos

### Evolución del escudo
A lo largo de su historia, el Club Deportivo Virgili Cádiz ha tenido un total de cinco escudos diferentes:
- 1975-1998: El primer escudo, con el equipo compitiendo bajo la denominación de 'Panadería Virgili FS' incluye la imagen de una taza alusiva al nombre popular de 'Tacita de plata' con el que se conoce la ciudad de Cádiz como elemento principal, acompañado de nombre del equipo como leyenda en semicírculo en la parte superior del mismo.
- 1998-2007: El segundo escudo, con el equipo compitiendo bajo la denominación 'Club Deportivo Virgili Cádiz FS de Cádiz' es de forma redondeada y simplifica el diseño de la taza alusiva al nombre popular de 'Tacita de plata' con el que se conoce la ciudad de Cádiz a trazos sencillos, acompañando la denominación como leyenda en forma circular alrededor del elemento principal.
- 2007-2008: El tercer escudo, con el equipo compitiendo bajo la denominación 'Club Deportivo Virgili Cádiz - Promociones Fuentemar' fue diseñado para la ocasión aprovechando el patrocinio de dicha temporada, incorporando el logotipo de la empresa que dio nombre al equipo junto con un balón dejando una estela.
- 2008-2017: El cuarto escudo adopta la forma de blasón característico con una forma ovalada en el centro del jefe, con los cantones diestro y siniestro en forma picuda y el centro de la punta inferior también en forma picuda, con los flancos laterales ovalados. En el cuartel principal se representa una taza alusiva al nombre popular de 'Tacita de plata' con el que se conoce la ciudad de Cádiz acompañada de la leyenda 'CD Virgili FS' en la zona superior y 'Cádiz' en la zona inferior.
- 2017-: El quinto escudo es una versión modernizada del cuarto, manteniendo la forma de blasón característico aunque con doble trazo en la bordura, el exterior más grueso que el interior. En el cuartel principal se representa una taza alusiva al nombre popular de 'Tacita de plata' con el que se conoce la ciudad de Cádiz acompañada de las leyendas 'CD' y 'Virgili FS' en dos líneas en la zona superior y 'Cádiz' en la zona inferior.

Desde el año 2013 también se usa a efectos competicionales el escudo del Cádiz Club de Fútbol, en virtud del acuerdo suscrito como sección polideportiva de fútbol sala del club gaditano.

### Denominación
- 1975-1998: Panadería Virgili FS
- 1998-2007: Club Deportivo Virgili Cádiz FS de Cádiz
- 2007-2008: Virgili Cádiz - Promociones Fuentemar
- 2008-: Club Deportivo Virgili FS de Cádiz (razón social)
- 2013-: Cádiz CF Virgili (nombre competicional a efectos de acuerdo con Cádiz Club de Fútbol)
- 2020-: Club Deportivo Virgili Cádiz

## CD Virgili Cádiz Juvenil
El Club Deportivo Virgili Cádiz Juvenil es el primer equipo dependiente del club y actualmente milita en la categoría autonómica de 1.ª División Andaluza de Fútbol Sala. Juega sus partidos como local en el Pabellón del Centro Histórico de Cádiz.

### Plantilla Juvenil 2024-2025
| Núm. | Nombre                   | Nombre Deportivo |
| ---- | ------------------------ | ---------------- |
| 1    | Miguel López Sanromán    | Miguel López     |
| 2    | Miguel Aragón Sánchez    | Miguelito        |
| 3    | David Santos Gómez       | David Santos     |
| 5    | Raúl García Roldán       | Raúl García      |
| 6    | Alejandro Acosta Espina  | Acosta           |
| 7    | Carlos López Gómez       | Carlos López     |
| 8    | Adrián Anca Gómez        | Adri Anca        |
| 9    | Aitor Domínguez Losa     | Aitor Domínguez  |
| 10   | Adrián Hilario Real      | Adri Hilario     |
| 11   | Marco Castilla Butrón    | Marco Castilla   |
| 12   | Daniel Guerra Redruello  | Dani Guerra      |
| 15   | Juan Antonio Ortega León | Ortega           |

### Cuerpo técnico Juvenil 2024-2025
- Entrenador: Francisco Javier Aragón León
- 2º entrenador / Delegado: Manuel Cózar García
- Preparador físico: Alberto Oviedo Corada
- Auxiliar técnico: José Antonio Gómez Moguel

## Club Deportivo Virgili Cádiz Femenino
El Club Deportivo Virgili Cádiz Femenino es un equipo que compitió entre las temporadas 2017-2018 y 2021-2022 en la 2.ª División Andaluza Femenina Senior de Fútbol Sala.
Sus comienzos se remontan a la temporada 2017-2018, cuando el Club Deportivo Virgili Cádiz incorporó al equipo femenino a su estructura del club, proclamándose en la temporada 2021-2022 por primera vez en su historia campeón de liga del grupo provincial de Cádiz de la 2.ª División Andaluza Femenina Senior de Fútbol Sala.
Su primer entrenador fue Manuel Cózar García, y posteriormente estuvo entrenado por Déborah Fernández Morillo y Eva María González Barrera, pasando por el equipo a lo largo de estos años alrededor de 40 jugadoras, destacando entre todas ellas Carlota Huertos Durio, máxima goleadora de la liga durante las temporadas 2020-2021 y 2021-2022.

## Uniforme
- Primera equipación: Camiseta amarilla, pantalón azul y medias azules.
- Segunda equipación: Camiseta naranja, pantalón naranja y medias negras.
- Tercera equipación: Camiseta blanca, pantalón blanco y medias amarillas.
- Proveedor técnico: Gañafote.[8]

## Jugadores fallecidos
- Manuel Alejandro González Maline 'Álex González' falleció el 5 de junio de 2018 a los 26 años de edad siendo jugador en activo del Club Deportivo Virgili Cádiz. El dorsal número 17 que lució en su última temporada como jugador (2017-2018) fue retirado permanentemente en el Club Deportivo Virgili Cádiz.[9]